# كفاءة الدفع
كفاءة الدفع أو الكفاءة الدفعية هي مقياس في هندسة الطيران والفضاء ، يعبر عن مدى فعالية تحويل الطاقة الموجودة في وقود المركبة إلى طاقة حركية للمركبة، بهدف تسريعها أو تعويض الفاقد الناتج عن مقاومة الهواء أو الجاذبية. يتم التعبير عنها رياضيًا بالمعادلة: η = ηc × ηp، حيث ηc تمثل كفاءة الدورة الحرارية وηp تمثل الكفاءة الدفعية.

## كفاءة الدورة الحرارية
معظم المركبات الجوية تُدفع بواسطة محركات حرارية، عادةً ما تكون محركات احتراق داخلي. تعبر كفاءة المحرك الحراري عن نسبة العمل المفيد الناتج إلى كمية الطاقة الحرارية المدخلة. وفقًا لقوانين الديناميكا الحرارية، يمكن التعبير عن ذلك بالمعادلة: ηc = 1 - (Tc/Th)، حيث Th هي درجة حرارة المصدر الحراري وTc هي درجة حرارة المصرف الحراري.

## كفاءة الدفع
الكفاءة الدفعية تُعرّف على أنها نسبة القدرة الدافعة (التي هي حاصل ضرب الدفع في سرعة المركبة) إلى العمل المبذول على المائع. تتأثر الكفاءة الدفعية بشكل كبير بسرعة طرد العادم وسرعة الهواء.

### محركات نفاثة
في المحركات النفاثة، تكون الكفاءة الدفعية مثالية عندما تتساوى سرعة العادم مع سرعة المركبة. ومع ذلك، في الممارسة العملية، هذا يؤدي إلى نبضة نوعية منخفضة، مما يتسبب في خسائر أكبر بسبب الحاجة إلى كميات أكبر من الوقود.

### محركات الصواريخ
على غرار المحركات النفاثة، تكون الكفاءة الدفعية مثالية عندما تتساوى سرعة العادم مع سرعة المركبة. ومع ذلك، في محركات الصواريخ، يؤدي ذلك إلى نبضة نوعية منخفضة، مما يتطلب كميات أكبر من الوقود لتحقيق الدفع المطلوب.

### المحركات المروحية
في المحركات المروحية، يتم تحقيق الكفاءة الدفعية المثلى عندما تكون سرعة العادم قريبة من سرعة المركبة، مما يقلل من الفاقد في الطاقة ويزيد من الكفاءة العامة.